# 三棲大丈夫
《三棲大丈夫》（英語：Big Love）是由HBO製作的一部電視劇，於2006年3月至2011年3月之間播出，戲劇主題是有關一個美國猶他州摩門教基本教義派，又奉行一夫多妻制的生活的家庭之中，所發生的故事，主要演員包括比爾·派斯頓、珍妮·翠柏虹、科洛·塞維尼、吉妮佛·古德溫、亞曼達·塞佛瑞、布魯斯·鄧恩等。